# Arrondissement di Jonzac
L'arrondissement di Jonzac è un arrondissement dipartimentale della Francia situato nel dipartimento della Charente Marittima, appartenente alla regione della Nuova Aquitania.

## Storia
Fu creato nel 1800 sulla base dei preesistenti distretti.

## Composizione
L'arrondissement è composto da 114 comuni raggruppati in 7 cantoni:
- cantone di Archiac con 17 comuni
- cantone di Jonzac con 20 comuni
- cantone di Mirambeau con 19 comuni
- cantone di Montendre con 15 comuni
- cantone di Montguyon con 14 comuni
- cantone di Montlieu-la-Garde con 13 comuni
- cantone di Saint-Genis-de-Saintonge con 16 comuni